# ターンキー
ターンキー（turnkey）、ターンキー プロジェクト（turnkey project）、またはターンキー操作（turnkey operation）とは、完成した製品として任意の購入者に販売できるように構築する業務プロジェクトの一種。契約はEPC契約（設備一括請負契約）で行われる。EPC契約とは顧客が鍵を回すだけで設備の稼動を開始できる状態で受領できる契約の形態。

## 概要
自動車の専門知識が無くても、キーを回す（ターンは回すという意味）だけでエンジンが始動し取り扱うことが出来る様な契約で行われた設備建設事業という意味からである。発電所、石油化学プラントや高速鉄道、新交通システム、空港、半導体等の製造設備や放送・通信設備などは構築、運用に高度で専門的な知識やノウハウ、従事者の訓練を必要とするが開発途上国などでは発注側にそれらの構築、運用ノウハウを持った人材が不足している場合が多い。そこで受注した企業がそれらの構築のみならず、運用も含めて一括受注する事例が増えつつある。
近年ではEPC（Engineering, Procurement, Construction）契約という呼称が用いられつつある。
パッケージソフトを単体で販売している場合に、別製品として「ターンキー版」「ターンキーソリューション」を販売している場合も有る。必要なハードウェアにパッケージソフトが組み込まれており、顧客は電源を入れるだけで使う事ができる。
例にある「自動車」や「コピー機」の契約や家電などの消費財は「ターンキー」であるが、それが主流である場合はターンキーとは言わない。
ただし、自動車においては例外的にキットカーの分野では、コーチビルダーの手で組み立て済みの完成車として販売されるネオクラシック・カーに対して、今日でもこの分類が用いられる事がある。キットカーはオーナーが自分で組み立てる必要があるが、ターンキー・カーはオーナーは購入後に鍵を差し込んで回すだけですぐ走行が可能な為である。

## 利点
- 発注側にとっては高度な知識やノウハウが無くても受領した日から稼動を開始できる。
- 受注側にとっては付加価値を付けて売ることができる。

## 欠点
- 運用する側にノウハウが乏しいため、受注側の意見を客観的に評価できず、鵜呑みにする懸念がある。
- 何か問題が起きても原因の究明には受注側の協力が不可欠で責任の所在が曖昧になる場合や受領した設備の欠陥を隠蔽される可能性もある。
- 事実上の丸投げなので市場競争が働きにくく、割高になりがちである。
- 保守や増設、設備の更新時に受注側に有利なシステムを推される場合がある。(ベンダーロックイン)
- 他社部品、他社保守サービス、他社による改造などを行う事を長期保証サービスで禁止することが出来る。
- 国内外を問わず新交通システムのような設備を導入する場合、公共交通の運用の実績の乏しい自治体が導入する場合、発注側の担当者が専門的な知識を持ち合わせていない場合が多く、受注側に有利な条件で導入される場合がある。他社製品との互換性の乏しい製品で代替の困難な設備の場合、後継機種の選定にも影響を及ぼす。